# George Eustice

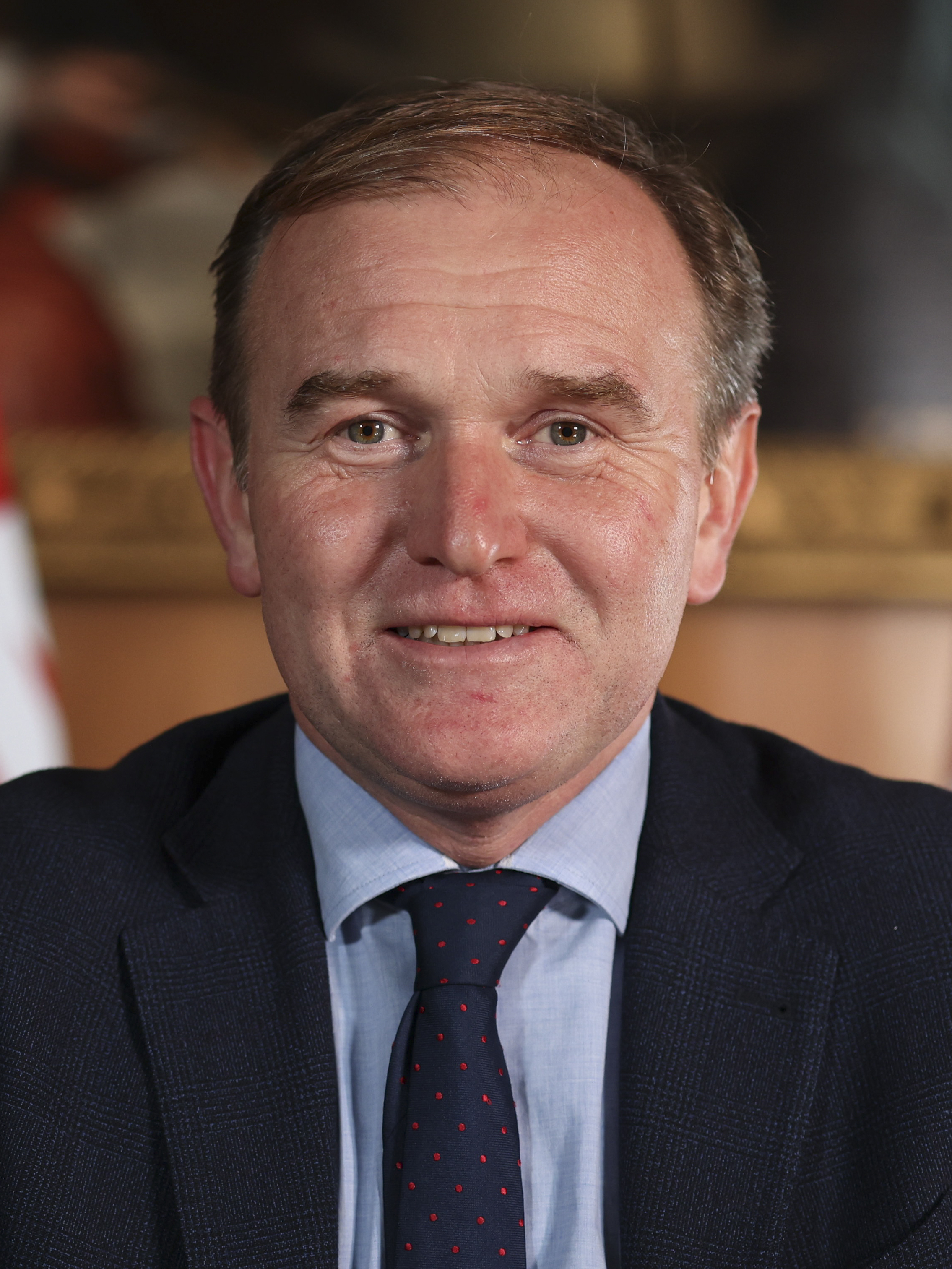
George Eustice (15. September 2021)

Charles George Eustice, PC (* 28. September 1971 in Penzance, Cornwall) ist ein britischer Politiker der UK Independence Party (UKIP) sowie seit 2003 der Conservative Party, der unter anderem seit 2010 Abgeordneter des Unterhauses (House of Commons) ist sowie im Kabinett Boris Johnson II zwischen 2020 und 2022 Minister für Umwelt, Ernährung und ländlichen Raum (Secretary of State for Environment, Food and Rural Affairs) war. Eustice, der im Mai 2021 hatte er ein neues verschärftes Tierschutzgesetz angekündigt hatte, sollte damals auf Drängen von Carrie Johnson, der Ehefrau des Premierministers Boris Johnson, aus seinem Amt zu entlassen werden.

## Leben
Charles George Eustice besuchte die Truro Cathedral School, die Truro School sowie zuletzt das Cornwall College und arbeitete nach dem Schulabschluss auf der Trevaskis Fruit Farm, dem landwirtschaftlichen Betrieb seiner Familie mit Obsthof, Restaurant und Hofladen bei Connor Downs in Cornwall, wo es auch eine Herde von South-Devon-Rindern und die älteste Herde der seltenen Schweinerasse des Landes, das British Lop, gibt. Die Familie engagiert sich auch in der landwirtschaftlichen Bildung für Kinder und führt Schulklassen mit 3.000 Schulkindern pro Jahr durch ihren Bauernhof. 1999 begann er seine politische Laufbahn zunächst für die UK Independence Party (UKIP) und kandidierte für diese für die Region South West England ohne Erfolg bei der Europawahl am 10. Juni 1999 für ein Mandat im Europäischen Parlament. Im Anschluss war er von 1999 bis 2003 Wahlkampfdirektor von No – Business for Sterling, eine antieuropäische Gruppe, die sich gegen den Euro als Einheitswährung und für den Beibehalt des  Pfund als britische Währung aussprach. Während dieser Zeit war Dominic Cummings, der spätere Politikberater von Boris Johnson, einer seiner Mitarbeiter. Nachdem er 2003 zur Conservativ Party gewechselt war, war er zwischen 2003 und 2005 zunächst Leiter der Öffentlichkeitsarbeit der Konservativen sowie anschließend von 2005 bis 2007 Pressesekretär von David Cameron, des zu der Zeit neu gewählten Parteiführers (Leader) der Partei.
Bei der Unterhauswahl am 6. Mai 2010 wurde Eustice für die Conservative Party im neu geschaffenen Wahlkreis Camborne and Redruth erstmals Abgeordneter des Unterhauses (House of Commons) und bei den Wahlen am 7. Mai 2015, am 8. Juni 2017 und am 12. Dezember 2019 jeweils wiedergewählt. Der Wahlkreis Camborne and Redruth liegt im Südosten von Cornwall und umfasst die beiden eher von der Labour Party geprägten Städte Redruth und Cambourne sowie eine Reihe ländlicher Dörfer weiter südlich des Wahlkreises und war Sitz einer Reihe ehemaliger Kupfer- und Zinnbergbaugemeinden. Der Wahlkreis ging aus dem bisherigen Wahlkreis Falmouth and Camborne hervor. Zu Beginn seiner Parlamentszugehörigkeit war er zwischen dem 12. Juli 2010 und dem 4. November 2013 Mitglied des Ausschusses für Umwelt, Ernährung und ländliche Angelegenheiten (Environment, Food and Rural Affairs Committee) sowie zugleich vom 14. Juli 2011 bis zum 12. März 2012 Mitglied des Gemeinsamen Parlamentsausschusses für Datenschutz und einstweilige Verfügungen (Privacy and Injunctions Joint Committee). 

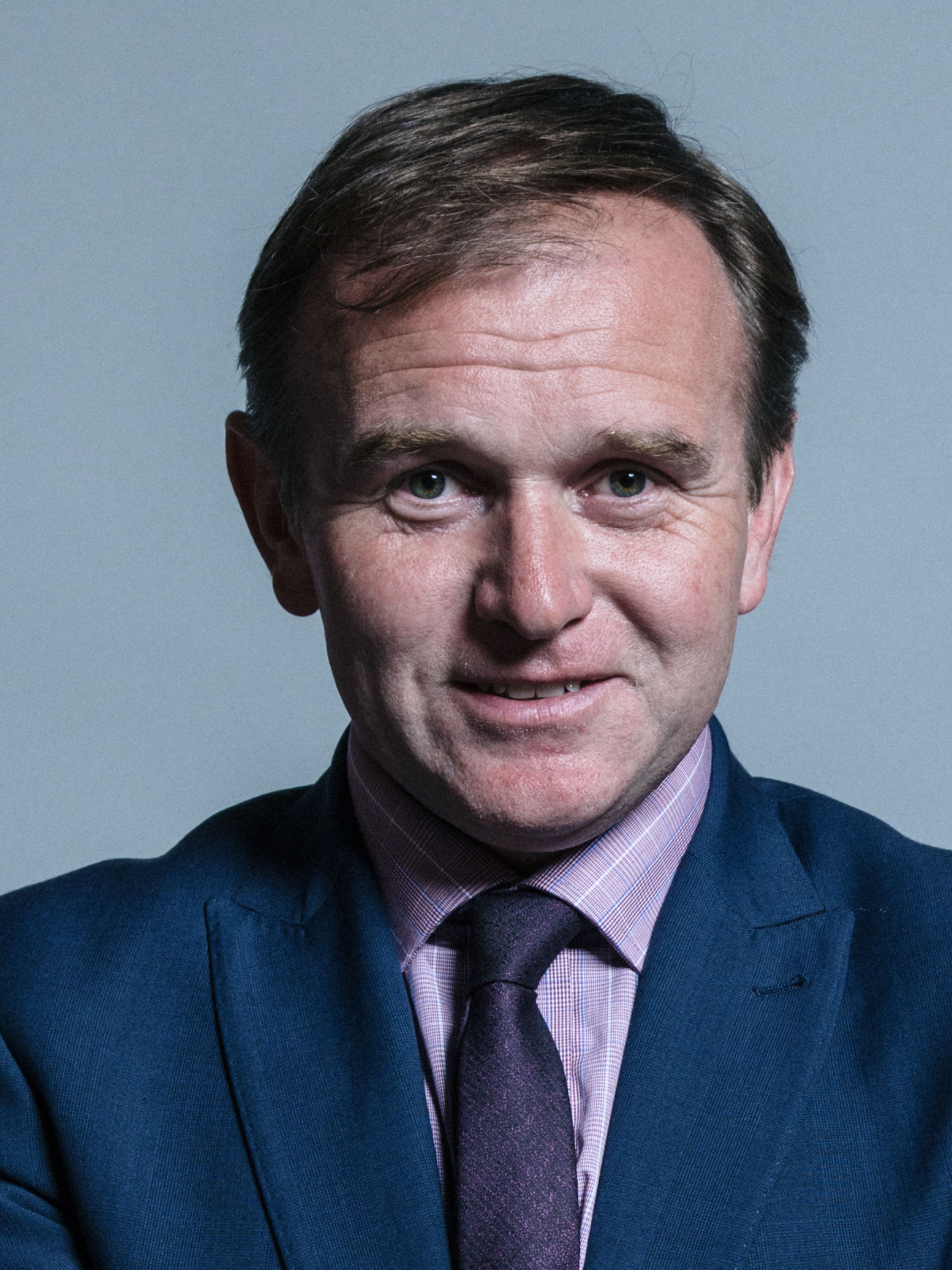
George Eustice (Juni 2017)

Nachdem er zwischen dem 7. Oktober 2013 und dem 8. Mai 2015 Parlamentarischer Staatssekretär für Landwirtschaft, Ernährung und Meeresumwelt im Ministerium für Umwelt, Ernährung und ländlichen Raum (Parliamentary Under-Secretary of State for Environment, Food and Rural Affairs (Farming, Food and Marine environment)) war, wurde er am 8. Mai 2015 erstmals Staatsminister für Landwirtschaft, Fischerei und Ernährung im Ministerium für Umwelt, Ernährung und ländlichen Raum (Minister of State, Department for Environment, Food and Rural Affairs (Agriculture, Fisheries and Food)) und trat von diesem Posten am 28. Februar 2019 aus Protest gegen die damalige Brexit-Politik des damaligen zweiten Kabinetts May zurück. Nach dem angekündigten Rückritt von Theresa May unterstützte er im Frühjahr 2019 die Kandidatur von Michael Gove für die Wahl zum Parteiführer der Konservativen. Dieser schied aber in der letzten Runde der innerhalb der Unterhausfraktion ausgetragenen Vorausscheidung am 20. Juni aus. Die Entscheidung fiel letztlich in einer Urabstimmung aller Parteimitglieder zwischen Außenminister Jeremy Hunt und Boris Johnson, zu Gunsten von Johnson.
Eustice war vom 25. Juli 2019 bis zum 13. Februar 2020 abermals Staatsminister für Landwirtschaft, Fischerei und Ernährung im Ministerium für Umwelt, Ernährung und ländlichen Raum. Als im Kabinett Boris Johnson II am 13. Februar 2020 eine umfangreiche Umbildung vorgenommen wurde, übernahm er von Theresa Villiers selbst das Amt als Minister für Umwelt, Ernährung und ländlichen Raum (Secretary of State for Environment, Food and Rural Affairs) war. Ferner wurde er 2020 auch Mitglied des Privy Council (PC), ein politisches Beratungsgremium des britischen Monarchen. Eustice, der im Mai 2021 hatte er ein neues verschärftes Tierschutzgesetz angekündigt hatte, sollte damals auf Drängen von Carrie Johnson, der Ehefrau des Premierministers Boris Johnson, aus seinem Amt zu entlassen werden. Letztendlich bekleidete er das Ministeramt jedoch bis zum Ende der Amtszeit des zweiten Kabinetts Johnson am 6. September 2022. Er war ein prominenter Unterstützer von Rishi Sunak bei der Führungswahl der Konservativen Partei 2022 und wurde von Liz Truss am Tag ihrer Ernennung zur Premierministerin nicht in deren Kabinett berufen. Zuvor hatte er sich mit Liz Truss gestritten und ihr Engagement für die Anerkennung des Tierschutzes in Handelsabkommen in Frage gestellt.